# Боиош, Микаэль
Э́дмунд Микаэ́ль Бо́иош (швед. Edmund Mikael Bolyos; род. 6 апреля 1957 года, Стокгольм, Швеция) — шведский композитор, продюсер, автор песен и вокалист в группах Rospiggarna, Stars&Bars и Sugarcane. Вдовец певицы Мари Фредрикссон.
- Отец — Имре Боиош (род. в городе Арад, Румыния).
- Мать —
- Сестра —
- Жена — Мари Боиош (урожд. Фредрикссон)
- Дочь — Инес Юсефин Боиош (род. 29 апреля 1993 года).
- Сын — Оскар Микаэль Боиош (род. 26 ноября 1996 года).

## Начало музыкальной карьеры
Микаэль начал карьеру в типичной шведской танцевальной группе Rospiggarna. Вместе с солистом Роджером Понтаре, Микаэль основал дуэт Stars&Bars. Дуэт играл соул, фанк и ритм-н-блюз на синтезаторах, драм-машинах и перкуссии. Вместе они записали два сингла и много выступали по Швеции.
Первым синглом дуэта, вышедшим в Швеции в 1979 году на студии Moonshine records стала песня Give me a break, на второй стороне 12-дюймового сингла была песня Stars and bars. Сингл был записан в том же году на студии KMH в Стокгольме. Смикширован на студии Polar Music легендарным Улле Раммом.
В 1982 году Боиош, тогда ещё его имя писалось как Michael, выпустил на студии Polar Music свой первый 7-дюймовый сингл — Gå tillbaks till gå, на второй стороне пластинки была песня Tjata, tjata, tjata.
Боиош продолжал записывать и ездить в турне с различными шведскими исполнителями и группами, такими как Томас Ледин, Пуг Ройерфельт, группа Лустанс Лакейер и певец Роберт Уэлс. «Мне всегда нравилось работать в студии», — говорит Микаэль.
В 1982 году Боиош участвовал в записи сингла C´est la vie шведского рок-музыканта Йанне Гольдмана. Мике вместе с Кларенсом Офферманом записал партию клавишных в этом сингле. В январе 1984 года Микаэль принял участие в записи альбома Barbariets eleganter шведской группы Eldkvarn, записав партию фортепиано. Также в 1984 году Мике записал партию на рояле для альбома Lustavision шведской группы Лустанс Лакейер. в 1985 году группа Лустанс Лакейер выпускает свой очередной альбом Sinnenas rike, на котором Боиош играл на клавишных.

## Евровидение и знакомство с Мари Фредрикссон
К моменту встречи со своей будущей женой, солисткой группы Roxette Мари Фредрикссон, у Микаэля Боиоша уже была своя собственная звукозаписывающая студия в Стокгольме.
В 1993 году Микаэль Боиош и Эрьян Страндберг написали песню Välkommen till livet, которую исполнил Кристер Бьёркман в шведском отборочном туре для конкурса Евровидение. Песня не вошла в число финалистов конкурса.
В 1992 году во время поездки по Австралии, Мике через своих друзей познакомился с Мари Фредрикссон из дуэта Roxette, на тот момент выступавшим с концертами в рамках своего мирового тура «Join the Joyride Tour» в Австралии. Через три дня после знакомства у них состоялась помолвка, а уже через год Фредрикссон была беременна. 29 апреля 1993 года у неё и Микаэля родилась дочь Инес Юсефин примерно на две недели раньше запланированного.
Мари Фредрикссон и Микаэль Боиош заключили брак в церкви городка Эстра Йунгби 21 мая 1994 года в присутствии только 40 приглашённых гостей. Фредрикссон и Боиош решили, что это будет небольшая свадьба, что означало, что на ней будут присутствовать только самые близкие им люди. Даже коллега по Roxette Пер Гессле и его жена Оса не были приглашены на свадьбу. Причиной послужил тот факт, что Фредрикссон и Боиош хотели устроить семейный праздник, и поэтому пришлось ограничить список приглашенных.
Первой совместной работой Фредрикссон и Боиоша стала песня Herren ber för dig (Господь молится за тебя), которую пара вместе сочинила и спродюсировала. Песня сначала вышла на втором диске двухдискового сборника Vilda Fåglar «Sånger Om Barn» в 1994 году, а затем песня вошла в качестве бонус-трека пятого диска шестидискового издания Мари «Kärlekens Guld» в 2002 году.
В 1996 году Фредрикссон записала свой новый сольник «I en tid som vår» (В наше время). Боиош принял непосредственное участие в записи данного альбома: им были исполнены и записаны партии на электрогитаре, клавишных, органе, фортепиано, синтезаторах. Также Боиош занимался программированием и продюсированием альбома.
26 ноября 1996 года у Фредрикссон и Боиоша родился сын Оскар Микаэль.
31 марта 2000 года Мари Фредрикссон выпускает сборник своих лучших песен — Äntligen — Marie Fredriksson Bästa (1984—2000). Продюсером 1, 2 и с 15 по 17 треков стал Мике Боиош. Также Мике записал свою партию на клавишных и духовых, а также участвовал в качестве бэк-вокалиста. Микаэль также был ответственным за программирование и продюсирование альбома.

## Современный этап жизни
В 2002 году была начата работа над сольным альбомом Фредрикссон, песни в котором она впервые решила исполнить и записать на английском языке. Мике Боиош сочинил для этого альбома несколько песен. Диск получил название «The Change» (Перемена). Также, как и с предыдущими альбомами Фредрикссон, Боиош принимал участие над записью данного альбома.
В связи с выходом диска, Фредрикссон и Боиош объявили о создании новой звукозаписывающей студии MaryJane Music.
14 июня 2006 года Фредрикссон выпустила свой очередной сольный альбом — Min bästa vän. Боиош принял непосредственное участие в записи данного альбома: им были исполнены и записаны партии на электрогитаре, клавишных, органе, фортепиано, синтезаторах. Также он занимался программированием и продюсированием альбома.
5 апреля 2007 года вышел цифровой вариант сингла Боиоша — When The Lord Is About To Come.
25 мая 2007 года вышел цифровой вариант сингла Боиоша — Me & My Guitar.
14 июня 2007 года Мике Боиош выпустил свой первый сольный альбом — «A family affair».
9 декабря 2019 года овдовел: умерла супруга Мари Фредрикссон.

## Дискография
- «A family affair» (14 июня 2007)

### Синглы
- «Give me a break/Stars and bars» (1979)
- «Gå tillbaks till gå/Tjata, tjata, tjata» (1982)
- «When The Lord Is About To Come» (5 апреля 2007)
- «Me & My Guitar» (25 мая 2007)

## Музыка Боиоша в кино
- В фильме «Sånt är livet» (1996) звучит песня «Hometown»[22]

## Сотрудничество
Боиош является также автором некоторых песен, которые записали и исполнили на своих сольных альбомах другие исполнители. Одни из наиболее известных:
- Кристер Бьёркман — «Välkommen till livet» (вместе с Эрьяном Страндбергом)
- Мари Фредрикссон — «Äntligen» (вместе с Мари Фредрикссон)
- Мари Фредрикссон и Патрик Исакссон — «Det som var nu» (вместе с Мари Фредрикссон)
- Мари Фредрикссон — «All about you»